# Orthese

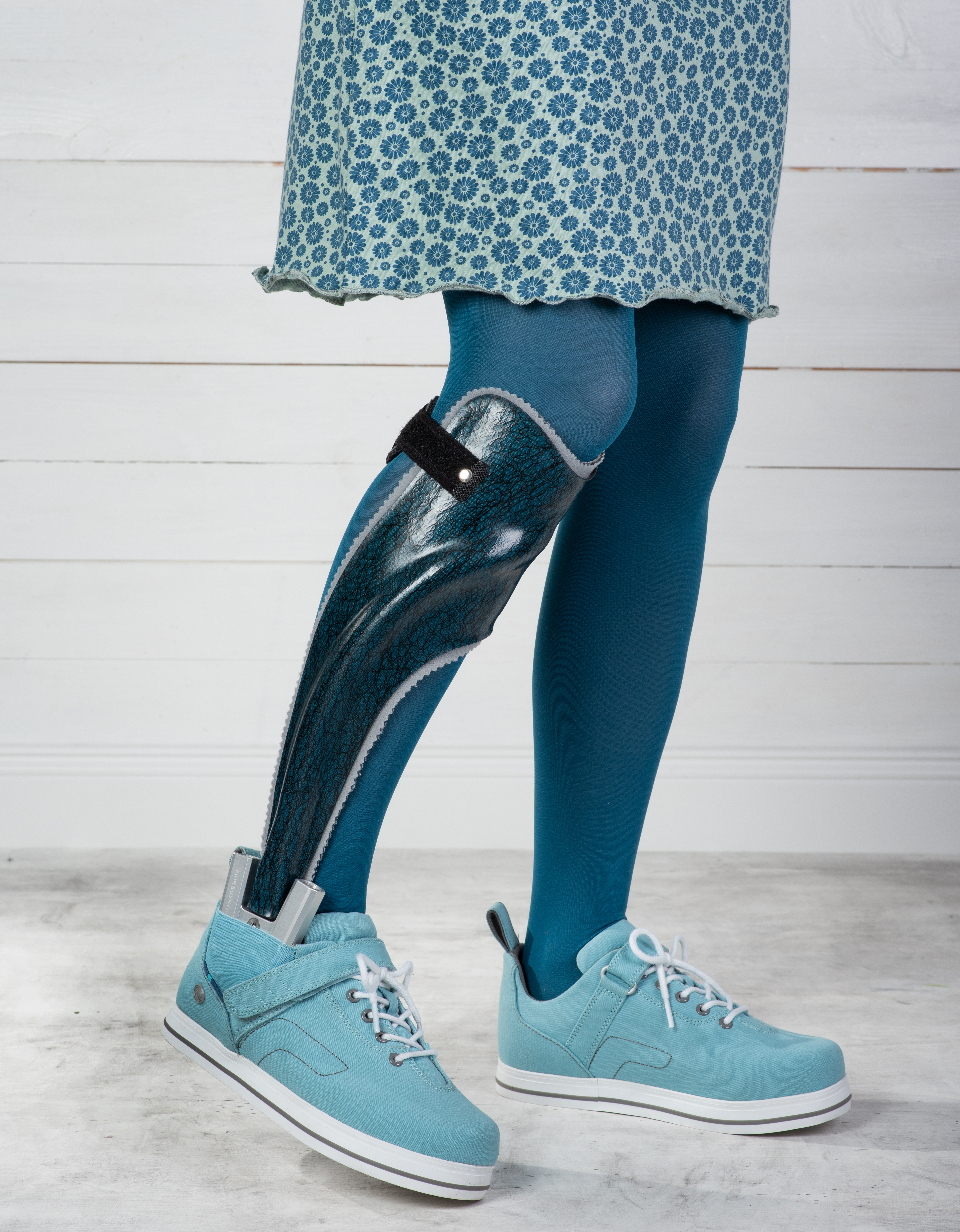
Enkel-voetorthese

Een orthese is een uitwendig gedragen hulpmiddel ter correctie van standafwijkingen of abnormale beweeglijkheid van gewrichten of van de wervelkolom. Ook een 'beugel' ter correctie van het gebit heet een orthese. Hulpmiddelen ter vervanging van een ledemaat of lichaamsdeel heten prothesen.
Dit hulpmiddel kan twee verschillende functies vervullen:
- de ontlastende/ondersteunende functie en
- een corrigerende functie (tegengaan van kromgroeien).

Voorbeelden zijn: een kniebrace, een breukband tegen liesbreuken, een bandje voor tenniselleboog, een inlegzool tegen fasciitis plantaris, een enkel-voetorthese, een ligorthese, een zitorthese etc.
Vroeger werden deze beugels gemaakt van leren kokers en metalen frames. Het nadeel van die materialen is het grote gewicht. Moderne beugels zijn gemaakt van lichte materialen, speciaal gebreid textiel, koolstofvezelcomposieten, titanium en aluminium, en thermoplastisch vervormbare kunststoffen. Daardoor weegt de orthese tegenwoordig weliswaar weinig, maar is het vaak moeilijker om in een orthese van deze materialen kleine wijzigingen te realiseren, die soms nodig zijn om schuur- of drukplekken op de huid tegen te gaan. De oude (been)beugels met leren kokers en metalen frames zijn ondanks hun gewicht nog veel in gebruik.
Orthesen worden vervaardigd of aangepast door de medisch-orthopedisch instrumentmaker. Diverse fabrikanten in binnen- en buitenland leveren ook kant-en-klare prothesen of halffabricaten. 